# Bet365
Bet365 Group Ltd (bet365) — британська компанія, що займається онлайн-азартними іграми. Заснована Деніз Коутс, яка є мажоритарним акціонером та виконавчим директором зі своїм братом Джоном.

## Опис
Компанія організовує спортивний беттінг та роботу онлайн-казино.
Штаб-квартиру розташовано в Сток-он-Тренті, додаткові офіси працюють в Манчестері, Гібралтарі, на Мальті, Болгарії та Австралії. Станом на 2020 рік в групі працює понад 4000 осіб.

## Історія
Компанію Bet365 створено 2000 року в Сток-он-Тренті Деніз Коутс. Деніз розробила платформу для спортивних ставок у березні 2001 року.
Голова Bet365 Пітер Коутс, що також є директором ФК Сток Сіті, в травні 2012 року Bet365 підписав трирічний контракт з клубом, розмістивши логотип на футболках гравців. У квітні 2016 року компанія стала титульним спонсором стадіону Bet365 на наступні шість сезонів, замінивши Британське будівельне товариство. Влітку 2016 року Bet365 підписала угоди про футбольні спонсорські стосунки з болгарськими клубами Лудогорець та Славія на наступні два сезони.
Згідно звітів Bet365, до березня 2018 року було витрачено 52,56 млрд фунтів, задекларовано прибуток у 2,86 млрд фунтів та операційний прибуток у 660,3 млн фунтів.
Деніз Коутс, спільний виконавчий директор, продовжує керувати Bet365 і є мажоритарним акціонером з 50,1 % акцій. Її брат Джон, спільний виконавчий директор, веде бізнес разом із нею, а її батько Пітер займає посаду голови компанії.
У квітні 2022 року компанія почала роботу в Онтаріо, отримавши дозвіл Комісії з алкоголю та ігор Онтаріо.

## Нагороди та досягнення
- 2010 — Оператор року, eGaming Review Operator Awards від журналу eGaming Review[11]
- 2011 — № 3 в The Sunday Times Profit Track 100 серед британських компаній за темпами росту прибутку[12]
- 2022 — букмекерська контора року (Sportsbook Operator of the Year), SBC Awards[13]

## Скандали
- У жовтні 2014 року газета The Guardian повідомила, що компанія приймала ставки у громадян КНР, використовуючи приховані доменні імена, щоб уникнути вебцензури.[14]
- 2016 року Bet365 було оштрафовано на $2,75 млн AUD за оманливу рекламу, яка неправдиво обіцяла клієнтам «безкоштовні ставки».[15]
- Деніз Коутс стала найбільш високооплачуваною керівницею Британії 2017 року з зарплатнею у 217 млн фунтів.[16] 2018 року її пакет виплат збільшився до 265 млн фунтів, оскільки компанія повідомила про ріст прибутку на 31 %, до 660 млн фунтів, що викликало критику з боку благодійних груп.[17] У січні 2019 року Bet365 посіла друге місце у списку The Sunday Times головних платників податків Британії, а сім'я Коутс — Деніз, Джон та Пітер — сплатила 156 млн фунтів податків, з яких 99 мільйонів фунтів сплатила Деніз.[18]
- На Bet365 було подано до суду за відмову платити понад 1 млн фунтів за виграші2017 року в Північній Ірландії.[19] Компанія відмовила виплаті в розмірі 54.000 фунтів в Англії 2016 року. Справа в суді з 2017 року.[20][21] В Австралії Bet365 заморозили рахунок і відмовилися платити гравцеві, який виграв близько 200.000 доларів AUD в 2016 році.[22] Це лише деякі найпомітніші випадки; ще кілька випадків відмови Bet365 відмовитись від виплати виграшів були зафіксовані гравцями на інтернет-форумах.[23][24]